# Lucio Sergio Fidenas (tribuno consular 397 a. C.)
Lucio Sergio Fidenas  fue un político, militar y diplomático romano del siglo IV a. C. perteneciente a la gens Sergia.

## Familia
Sergio fue miembro de los Sergios Fidenates, la rama familiar patricia más antigua de la gens Sergia.

## Carrera pública
Obtuvo el tribunado consular en el año 397 a. C., durante el cual los tarquinienses atacaron por primera vez el territorio de los romanos. Sin embargo, tuvo que dimitir junto con sus colegas porque había descuidado las tareas religiosas del cargo.
Tres años después, fue uno de los embajadores enviados a Delfos para donar una corona de oro al santuario de Apolo cumpliendo un voto hecho por el dictador Marco Furio Camilo. En el camino, fueron apresados por los piratas lipariotas de Timasiteo quien, viendo la misión que tenían encomendada, no solo los liberó, sino que los escoltó a Delfos y de vuelta a Roma.